# Левосимендан
Левосимендан (INN: Levosimendan) — інотропний лікарський засіб, підвищує чутливість кальцієвих каналів міоцитів (м'язевих клітин серця) до кальцію.

Левосимендан був розроблений для лікування декомпенсованої серцевої недостатності та застосовується внутрішньовенно у пацієнтів з тяжкою серцевою недостатністю, які потребують негайної ефективної медикаментозної терапії. Він підвищує скоротливість серця та спричинює вазодилатацію.

## Клінічна ефективність Левосимендану в порівнянні з Добутаміном
Левосимендан позиціювався виробником як альтернатива іншому лікарському засобу в лікуванні серцевої недостатності — Добутаміну. Левосимендан вважався, та деяким клініцистами й досі вважається, одним із найефективніших інотропних лікарських засобів в лікуванні серцевої недостатності. Широке його застосування, насамперед в Україні та Росії, стримувалося високою ціною препарата (більше 1000 американськихдоларів за 1 флакон).
Численні клінічні випробування: LIDO (203 пацієнта з тяжкою серцевою недостатністю) та CASINO (299 пацієнтів із тяжкою серцевою неодостатністю) показали деякі переваги застосування Левосимендану в порівнянні з Добутаміном.,, 

Однак інше клінічне випробування препарату із значно більшою групою пацієнтів SURVIVE (1327 пацієнтів з тяжкою серцевою недостатністю у 75 кардіологічних центрах 9 країн — з березня 2003 р. по грудень 2004 р.) достовірно показало, що Левосимендан не має переваг у порівнянні з Добутаміном у лікуванні серцевої недостатності. Навіть, виявилося, що у пацієнтів, котрим застосовувся Левосімендан, мали дещо більшу кількість випадків передсердної фібриляції, гіпокаліємії та головного болю.